# Токсарід
Токсарід (дав.-гр. Τόξαρις) — скіфський філософ, що походив з Північного Причорномор'я (нинішня територія України), що є головним героєм двох творів Лукіана Самосатського. «Скіф, або Друг на чужині» (дав.-гр. Σκύθης ἢ Πρόξενος) та «Токсаріс або Дружби» (дав.-гр. Τόξαρις ἢ Φιλία) Ймовірно, ці твори були написані бл. 163 р. н. е., набагато пізніше перебування Токсаріда в Афінах та його смерті.

## Життєпис
Токсарід був сучасником Анахарсіса, але прибув до Афін до нього. Бл. 589 р. до н. е. він прибув з Північного Причорномор'я — землі Царських Скіфів до Греції. За словами Лукіяна, він не був членом королівської чи знатної родини, а представником простого люду. Через інтерес до грецької освіти він відвідав Афіни, де згодом здобув великий авторитет як лікар.
Він більше не повертався до Північного Причорномор'я, а помер в Афінах. Жителі міста, яке він врятував від чуми, вважалися його героєм і шанували його. За повідомленням Лукіяна: На пам'ятному стовпі була викарбувана скіфська постать, тримаючи в лівій руці лук, а в правій книгу. Ім'я Токсарід, ймовірно, є спотвореною версією грецького слова τοξοτης: стрілець.
Станіслав Роксолан-Оріховський в листі до італійського гуманіста Павла Рамузіо згадував, що вся Русь шанує видатних скіфів Токсаріда та Анахарсіса. А в листі до Папи Римського Юлія ІІІ Станіслав Роксолан-Оріховський в 1551 р. зазначав: «Родом я зі скіфського племені, рутенського народу».